# Gendarmerie grand-ducale

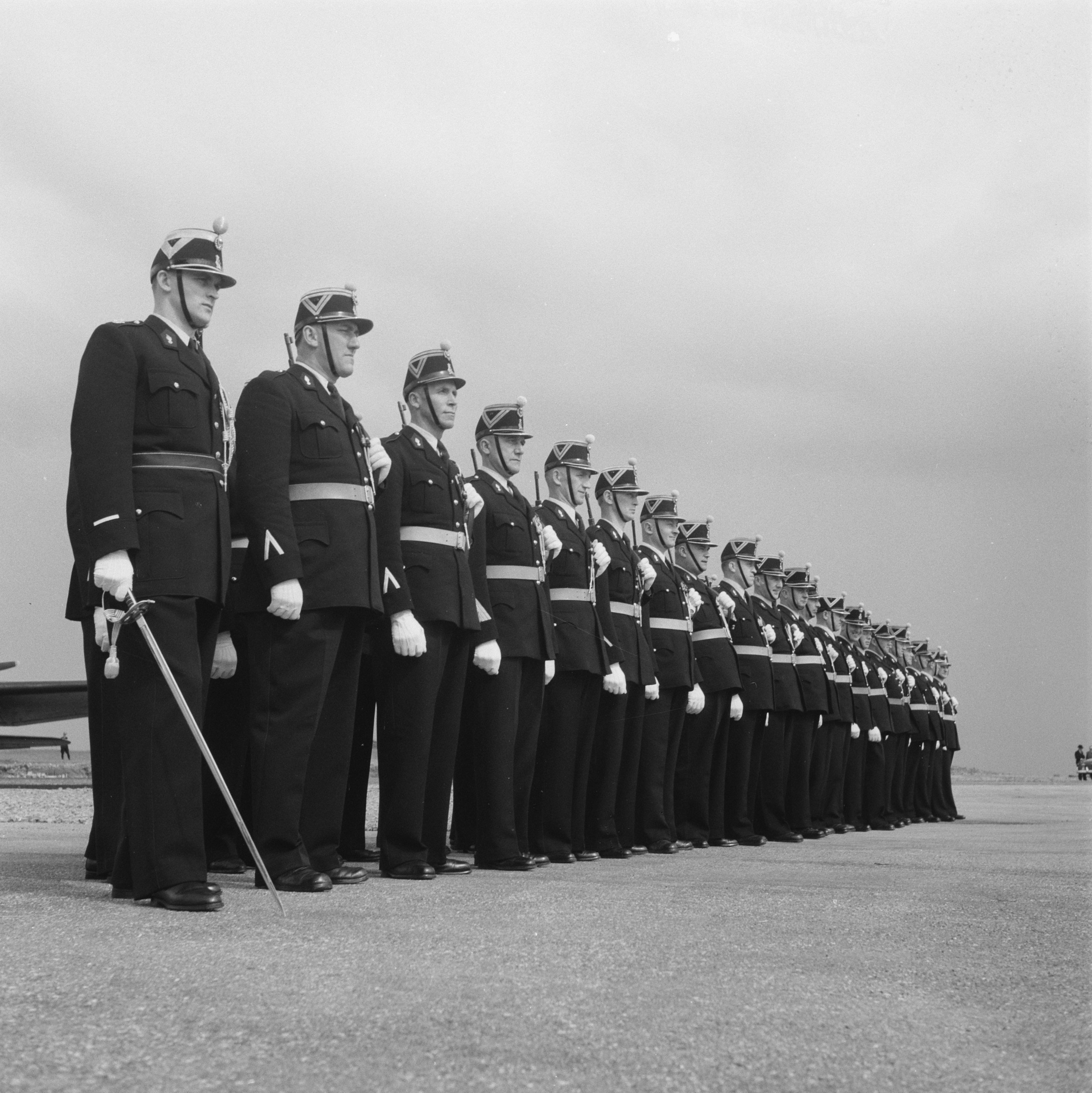
Une unité de la gendarmerie grand-ducale à l'aéroport de Luxembourg-Findel, en 1951.

La gendarmerie grand-ducale était la force de gendarmerie du Luxembourg. Il s’agissait d’un corps militaire aux obligations aussi bien civiles que militaires dont les origines remontent au XVIIIe siècle. 
Officiellement créée le 3 février 1733 à l'époque des Pays-Bas autrichiens, la gendarmerie changea plusieurs fois de dénomination au fil des siècles avant de disparaître le 31 décembre 1999, fusionnant avec la police luxembourgeoise en date du 1er janvier 2000 afin d’aboutir à la création de l’actuelle police grand-ducale.

## Histoire
La maréchaussée grand-ducale fut créée par règlement du 3 février 1733, « pour combattre le fléau des vagabonds et gens sans aveu », alors que le territoire était appelé le « duché de Luxembourg », une principauté des Pays-Bas autrichiens dirigés par la maison de Habsbourg, appartenant eux-mêmes au Saint-Empire romain germanique.
- De 1795 à 1813, sous le régime de la Première République Française et du Premier Empire, le Luxembourg fait partie du département des Forêts. La loi du 28 germinal an VI (17 avril 1798), « charte » de la gendarmerie nationale française, s'applique.
- En 1805, après la proclamation du Premier Empire sous Napoléon Ier, la dénomination de gendarmerie nationale est remplacée par celle de gendarmerie impériale.
- En 1814, le Luxembourg devient une province administrée par la Prusse, membre de la confédération germanique. La gendarmerie est remplacée par une Milice gouvernementale.
- De 1815 à 1830, le territoire du grand-duché de Luxembourg est contrôlé par la maréchaussée néerlandaise du royaume uni des Pays-Bas, auquel il n’appartient pas mais avec lequel il forme une union personnelle, puisqu'il est alors donné par le congrès de Vienne comme possession privée à Guillaume Ier d'Orange-Nassau, roi des pays bas et premier grand-duc de Luxembourg qui l'administre comme s'il était la dix-huitième province de son royaume.
- À partir du 16 octobre 1830, date de l'annexion du grand-duché de Luxembourg par la Belgique révolutionnaire et fraîchement indépendante, elle cohabite avec la gendarmerie belge jusqu'à la scission du Luxembourg en deux parties distinctes par le traité des XXIV articles du 19 avril 1839.
- L'ordonnance du 29 janvier 1840 crée la « Maréchaussée royale grand-ducale ».
- L'arrêté royal grand-ducal de Guillaume III daté du 25 août 1863 change le nom en « Königlich Grossherzogliche Gendarmerie Kompagnie » (Compagnie de Gendarmerie royale grand-ducale).
- En 1940, sous l'occupation allemande, la gendarmerie est dissoute ainsi que le Corps des Volontaires luxembourgeois. Ses membres sont intégrés dans les services de la police allemande et déplacés dans les pays occupés sur le front de l'Est.
- La loi du 23 juillet 1952 pose les fondements légaux de la gendarmerie. Elle fait partie de la Force publique au même titre que l'armée et la police.

À la suite d'une loi votée le 31 mai 1999 portant création d'un nouveau corps dénommé « La police grand-ducale » et d'une Inspection Générale de la Police, les deux corps représentant la force publique jusque-là, à savoir la Gendarmerie et la Police luxembourgeoise ont été fusionnées au 1er janvier 2000.

## Ministères de rattachement
La police grand-ducale actuelle est placée sous les attributions du ministre de la Sécurité intérieure pour tout ce qui concerne l'organisation, l'administration, l'instruction et la discipline et relatif au maintien de l'ordre public et sous les attributions du ministère de la Justice pour tout ce qui concerne l'exercice de la police judiciaire.